# Мошенники как и мы
«Мошенники как и мы» (вариант названия — «Плуты») — итальянский кинофильм 1987 года режиссёра Марио Моничелли.

## Сюжет
Фильм снят по мотивам знаменитого испанского плутовского романа XVI века «Ласарильо с Тормеса», автор которого остался неизвестен. В центре сюжета — судьба Ласарильо, родившегося от связи преступника и проститутки. Ещё ребёнком он был вынужден зарабатывать деньги, помогая жадному и злому слепому старику-бродяге. А когда вырос, сбежал от него и, зажив собственной жизнью, вскоре попал на галеры, где и оказался скованным одной цепью с Гусманом, таким же преступником, как и он сам…

## В ролях
- Джанкарло Джаннини — Гусман
- Энрико Монтесано — Ласарильо
- Витторио Гассман
- Нино Манфреди
- Джульяна Де Сио — Росарио
- Сабрина Ферилли
- Саль Борджезе

## Съёмочная группа
- Режиссёр: Марио Моничелли
- Продюсер: Джованни Ди Клементе
- Сценарий: Сузо Чекки Д'Амико, Пьеро Де Бернарди, Леонардо Бенвенути
- Композитор: Лучо Далла
- Оператор: Тонино Нарди